# Pandemia di COVID-19 nella Repubblica del Congo
Il primo caso della pandemia di COVID-19 nella Repubblica del Congo è stato confermato il 14 marzo 2020.

## Antefatti
Il 12 gennaio 2020, l'Organizzazione mondiale della sanità (OMS) ha confermato che un nuovo coronavirus era la causa di una nuova infezione polmonare che aveva colpito diversi abitanti della città di Wuhan, nella provincia cinese dell'Hubei, il cui caso era stato portato all'attenzione dell'OMS il 31 dicembre 2019.
Sebbene nel tempo il tasso di mortalità della COVID-19 si sia rivelato decisamente più basso di quello dell'epidemia di SARS che aveva imperversato nel 2003, la trasmissione del virus SARS-CoV-2, alla base della COVID-19, è risultata essere molto più ampia di quella del precedente virus del 2003, e ha portato a un numero totale di morti molto più elevato.
Il 5 maggio 2023, l'Organizzazione mondiale della sanità dichiara ufficialmente la fine della pandemia.

## Cronologia
Il primo caso nel paese è stato confermato il 14 marzo, si trattava di un uomo di 50 anni tornato nella Repubblica del Congo da Parigi, in Francia. Altri due casi sono stati rilevati il 19 marzo. Al 31 marzo 2020, c'erano stati 19 casi confermati nella Repubblica del Congo.
Il paese ha riportato i suoi primi due decessi il 31 marzo 2020.